# Nandi Glassie
Pour les articles homonymes, voir Nandi.
Nandi Tuaine Glassie est un homme politique cookien né le 21 mai 1951 sur l'île d'Atiu et mort le 4 septembre 2020.

## Biographie

### Formation
Nandi Glassie fait ses études à l'Atiu Primary School puis le Tereora College (Rarotonga) complétant ses études secondaires en Nouvelle-Zélande à la St Stephens School d'Auckland. Il intègre ensuite l'université obtenant un master en politique publique à la Massey University (Palmerston North), un bachelor of arts à l'université d'Auckland ainsi que divers autres diplômes.

### Carrière
Nandi Glassie occupe des fonctions dans l'administration néo-zélandaise (1982 à 2001), puis des îles Cook, devenant en 2005, responsable du personnel du bureau du Premier ministre.

### Carrière politique
Nandi Glassie est élu pour la première fois à la députation lors des élections anticipées de 2006 dans la circonscription de Tengatangi-Areora-Ngatiarua (Atiu) sous l'étiquette Cook Islands Party. 

### Famille
Nandi Glassie est marié à Teupoko Tutaka et père de quatre enfants.